# Odontadenia
Odontadenia es un género de fanerógamas de la familia Apocynaceae. Contiene 20 especies aceptadas. Es originario de América tropical.

## Descripción
Son lianas; tallos con secreción lechosa al cortarse; coléteres interpeciolares inconspicuos, algunas veces con estípulas foliáceas. Hojas opuestas, eglandulares, sin coléteres en el nervio central del haz, sin domacios. Inflorescencias cimosas o tirsoides, axilares o terminales, con pocas a muchas flores; brácteas inconspicuas o foliáceas. Flores con un cáliz de 5 sépalos, iguales o conspicuamente desiguales, con varios coléteres en la base de la cara adaxial; corola infundibuliforme o rara vez hipocraterimorfa, sin estructuras coronales accesorias, glabra o diminutamente pubescente, el tubo recto o levemente giboso, el limbo actinomorfo, la estivación dextrorsa; estambres incluidos, las anteras conniventes y aglutinadas a la cabeza estigmática; gineceo 2-carpelar, los óvulos numerosos; cabeza estigmática fusiforme; nectario 5-lobulado, los lóbulos enteros o variablemente laciniados. Frutos en folículos apocárpicos, cilíndricos o algo comprimidos, continuos, glabros o pubescentes; semillas secas, numerosas, truncadas y comosas en el ápice micropilar.

## Taxonomía
El género  fue descrito por George Bentham y publicado en Journal of Botany, being a second series of the Botanical Miscellany 3: 242. 1841.

## Especies seleccionadas
- Odontadenia affinis Woodson
- Odontadenia amazonica Malme
- Odontadenia angustifolia A.DC.
- Odontadenia macrantha (Roem. & Schult.) Markgr. - lecherote de Venezuela[5]